# Rinyaújnép
Rinyaújnép é um município da Hungria, situado no condado de Somogy. Tem 8,28 km² de área e sua população em 2019 foi estimada em 55 habitantes.